# Bouquemaison
Bouquemaison (picardisch: Bouque-Moaison) ist eine nordfranzösische Gemeinde mit 496 Einwohnern (Stand 1. Januar 2022) im Département Somme in der Region Hauts-de-France. Die Gemeinde gehört zum Kanton Doullens und ist Teil der Communauté de communes du Territoire Nord Picardie.

## Geographie

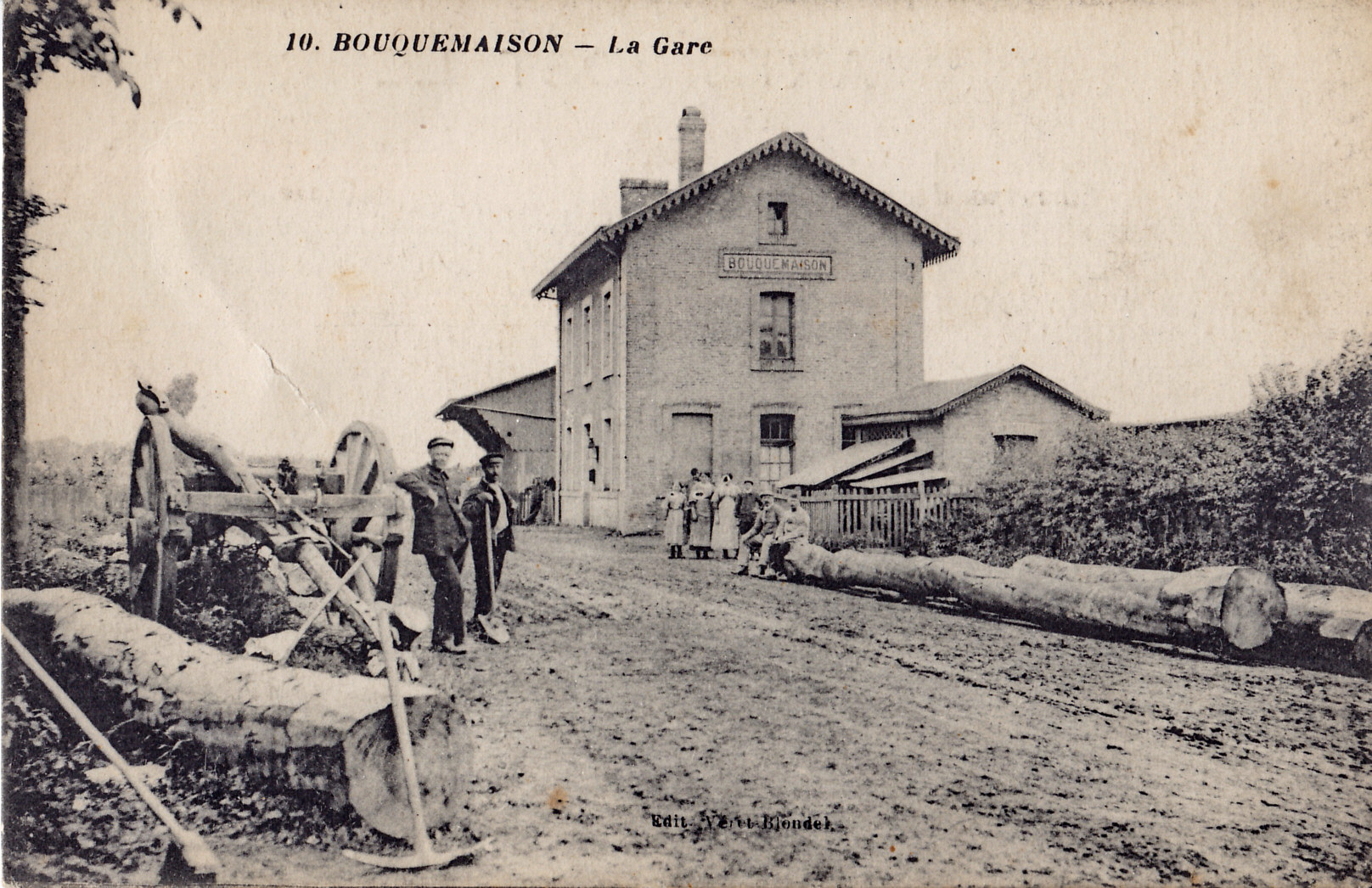
Bahnhof (historische Aufnahme)

Die Gemeinde liegt rund 6,5 km nördlich von Doullens an der Départementsstraße D916 (frühere Route nationale 16) an der historischen Grenze der Picardie zum Artois. Sie besaß einen Bahnhof an der stillgelegten Bahnstrecke von Doullens nach Frévent.

## Einwohner
| 1962 | 1968 | 1975 | 1982 | 1990 | 1999 | 2006 | 2010 |
| ---- | ---- | ---- | ---- | ---- | ---- | ---- | ---- |
| 545  | 517  | 490  | 466  | 460  | 485  | 489  | 519  |

## Verwaltung
Bürgermeister (maire) ist seit 2001 Christiane Ladent.